# Cèl·lula ganglionar de la retina

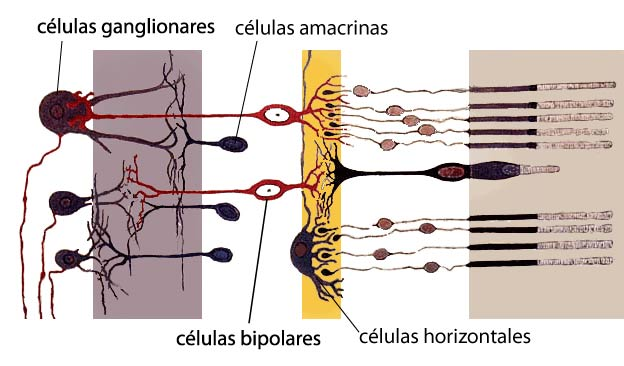
Representació esquemàtica de l'estructura de la retina. La llum penetra per l'esquerra i ha de travessar diferents capes cel·lulars per assolir les cèl·lules fotoreceptores (cons i bastons) a la dreta.

Les  cèl·lules ganglionars de la retina  són unes de les neurones d'axó mielinitzades localitzades a la superfície interna de la retina. Reben informació dels fotoreceptors mitjançant les neurones intermediàries (cèl·lules bipolars), les amacrinas i les horitzontals.
Les cèl·lules ganglionars de la retina varien en grandària, en connexions i en resposta sensorial, però totes comparteixen la característica de tenir un llarg axó que va cap al cervell, formant al seu pas el nervi òptic, el quiasma, i la via òptica, portant informació cap al tàlem, hipotàlem i mesencèfal.